# Риера, Сантьяго
Сантьяго Риера (исп. Santiago Riera, настоящее имя Хайме Августин Антонио Риера, исп. Jaime Augustin Antonio Riera; 11 июня 1867, Барселона — 1959) — французский пианист и музыкальный педагог испанского происхождения.
Начал учиться музыке в Барселоне, в семилетнем возрасте поступив в хор церкви Санта-Мария-дель-Пи. Затем среди его барселонских наставников были Хосеп Маррако, Франсеск Форнс и Кандид Канди. Окончил Парижскую консерваторию (1888), ученик Жоржа Матиа и Шарля Вильфрида де Берио. С 1887 г. начал преподавать там же; в 1893—1897 гг. у него спорадически занимался Морис Равель. Затем короткое время был профессором Бухарестской консерватории, после чего вернулся в Париж и вёл класс специального фортепиано в 1913—1937 гг. (среди его учеников, в частности, Даниэль Эрикур, Эстер Вагнинг, Мария Фотино, а также музыковед Марк Онеггер и арфист Бернард Зигера).
Как исполнитель Риера считался, в первую очередь, специалистом по творчеству Фридерика Шопена. В 1890-е гг. он много сотрудничал с возглавлявшим консерваторию Теодором Дюбуа, исполняя его сочинения (в том числе вместе с автором за дирижёрским пультом). Как аккомпаниатор выступал с Анри Марто.
Риере посвящена пьеса Мелани Бонис «Севильяна» (1928).